# دکستر: گناه اصلی
دکستر: گناه اصلی (به انگلیسی: Dexter: Original Sin) یک مجموعه تلویزیونی جنایی درام و معمایی آمریکایی است که توسط کلاید فیلیپس ساخته شده است. در ادامهٔ دکستر: خون تازه، داستان قاب مجموعه قاتل زنجیره‌ای آدمکش‌ها یعنی دکستر مورگان را می‌بیند که به دوران جوانی خود (پانزده سال قبل از اولین فصل سریال دکستر) فکر می‌کند در حالی که در بستر مرگ است. گناه اصلی از ‍۱۳ دسامبر ۲۰۲۴، به تعداد ۱۰ قسمت در پارامونت+ با شوتایم پخش شد. در آوریل ۲۰۲۵، مجموعه برای فصل دوم تمدید شد.

## بازیگران و نقش‌ها

### اصلی
- پاتریک گیبسون در نقش دکستر مورگان، یک کارآموز پزشکی قانونی که اخیراً در اداره پلیس شهر میامی استخدام شده است
- کریستین اسلیتر در نقش هری مورگان، پدرخواندهٔ دکستر
- مالی براون در نقش دبرا مورگان، خواهرخواندهٔ کوچکتر دکستر و دختر هری
- کریستینا میلان در نقش ماریا لاگوئرتا، اولین کارآگاه زن امور جنایی در اداره پلیس شهر میامی
- جیمز مارتینز در نقش انجل باتیستا، یک کارآگاه در اداره پلیس شهر میامی که در کنار هری مشغول به کار است
- الکس شیمیزو در نقش وینس ماسوکا، تحلیلگر پزشکی قانونی در اداره پلیس شهر میامی
- رنو ویلسون در نقش بابی وات، همکار بخش جنایی هری در اداره پلیس شهر میامی
- پاتریک دمپسی در نقش آرون اسپنسر، رئیس حوزه جنایی در اداره پلیس شهر میامی
- مایکل سی هال در نقش راوی/صدای درونی دکستر مورگان

### بازیگر مهمان ویژه
- سارا میشل گلر در نقش تانیا مارتین